# 脂肪変性
脂肪変性（しぼうへんせい、英:fatty degeneration）とは細胞質内に形態学的に観察可能な脂肪滴が出現している状態。脂肪化とも呼ばれる。脂肪変性は中性脂肪の異常蓄積により出現する。パラフィン切片ではその作成過程で脂肪や脂質が溶出されるため、脂肪滴は空胞として観察される。脂肪変性の識別には凍結切片による脂肪染色が必要であり、中性脂肪はズダンIIIでは橙色、Oil-red-O染色では紅色、ナイル青では赤色、オスミウム酸では黒色に染まる。